# Liste der Kulturdenkmäler in Gau-Heppenheim
In der Liste der Kulturdenkmäler in Gau-Heppenheim sind alle Kulturdenkmäler der rheinland-pfälzischen Ortsgemeinde Gau-Heppenheim aufgeführt. Grundlage ist die Denkmalliste des Landes Rheinland-Pfalz (Stand: 25. März 2025).

## Denkmalzonen
| Bezeichnung             | Lage                                    | Baujahr | Beschreibung | Bild            |
| ----------------------- | --------------------------------------- | ------- | --- | --------------- |
| Denkmalzone Mohrenmühle | nördlich des Ortes (Mohrenmühle 1) Lage | ab 1575 | Dreiseitanlage; stattliches Wohnhaus, Keller bezeichnet 1575; Mühle mit geringen Resten der technischen Ausstattung; Schweine- und Hühnerstall, um 1840; große Bruchsteinscheune mit Kuhstall der 1840er Jahre, Toranlage | Fotos hochladen |

## Einzeldenkmäler
| Bezeichnung                    | Lage                                        | Baujahr                 | Beschreibung | Bild                           |
| ------------------------------ | ------------------------------------------- | ----------------------- | --- | ------------------------------ |
| Katholische Kirche St. Urban   | Friedhofstraße 1 Lage                       | 1505                    | Chor und Schiff spätgotisch, bezeichnet 1557, mit Resten eines frühromanischen Baus, Sakristei 1505; leeres Orgelgehäuse um 1760 von Joseph Anton Onimus                       | weitere Bilder Fotos hochladen |
| Kriegerdenkmal                 | Friedhofstraße, bei Nr. 1 Lage              | 1934                    | Kriegerdenkmal 1914/18, Fünfeckstele mit Hessischem Löwe, 1934 | Fotos hochladen                |
| Reformiertes Pfarrhaus         | Friedhofstraße 5 Lage                       | frühes 17. Jahrhundert  | ehemaliges reformiertes Pfarrhaus; stattlicher Krüppelwalmdachbau, frühes 17. Jahrhundert                                                                                      | Fotos hochladen                |
| Grabmäler                      | Friedhofstraße, auf dem Friedhof Lage       | um 1900                 | Grabmal Eheleute Jakob Becker I. († 1897), reich skulptierte Neurenaissance-Ädikula; Grabmal Julius Schöffer († 1902), neugotische Stele                                       | BW                             |
| Türsturz                       | Hauptstraße, an Nr. 11 Lage                 | 1617                    | Stichbogentürsturz, bezeichnet 1617 | BW                             |
| Hofanlage                      | Hauptstraße 37 Lage                         | 18. und 19. Jahrhundert | Hofanlage; Krüppelwalmdachwohnhaus, 18. und 19. Jahrhundert; Ökonomie mit Stall, spätes 19. Jahrhundert, Querscheune, Brunnen, Hoftoranlage                                    | BW                             |
| Evangelische Kirche            | Kirchgasse 1 Lage                           | 1726                    | barocker Saalbau mit Krüppelwalmdach, bezeichnet 1726 und 1907 | weitere Bilder Fotos hochladen |
| Hofanlage                      | Marktplatz 3 Lage                           | 18. und 19. Jahrhundert | Vierseithof, 18. und 19. Jahrhundert; Wohnhaus, im Kern wohl aus dem 18. Jahrhundert; Bruchsteingebäude mit Rundbogenportal, bezeichnet 1783; Stall                            | BW                             |
| Spolien von Schloss Heppenheim | Schlossgasse, an Nr. 4 Lage                 | ab 1569                 | Architekturfragmente der Renaissancezeit vom Schloss der Herren von Heppenheim: Quader mit Allianzwappen, bezeichnet 1609; Scheitelstein, bezeichnet 1569; Fenstergewändestein | Fotos hochladen                |
| Wasserbehälter                 | östlich des Ortes; Flur Unterste Weide Lage | 1906                    | jugendstiliger Bossenquader-Typenbau, bezeichnet 1906 | Fotos hochladen                |